# Honda Grand Prix of Saint Petersburg 2008
Honda Grand Prix of Saint Petersburg 2008 var ett race som kördes den 6 april på Saint Petersburgs gator. Det var den andra omgången av IndyCar Series 2008.

## Rapport
Champ Car-teamen kom upp i ordentlig fart på årets första road course. Graham Rahal vann sensationellt sitt första IndyCar-race, bara den fjärde någonsin som gjorde det. Nästan lika glad var hans far Bobby Rahal, stallchef för Rahal Letterman Racing. De som var snabba på Homestead hade det tuffare. Vinnaren i premiären Scott Dixon var aldrig i närheten att kunna upprepa sin bedrift, medan Tony Kanaan tog en godkänd tredje plats, trots att han var tvungen att missa den första träningen, som straff för att ha lett startfältet vid en omstart med skadad bil på Homestead. Hélio Castroneves slutade tvåa.  

### Resultat
| Plats | Förare            | Team                       | Grid | Kvaltid  |
| ----- | ----------------- | -------------------------- | ---- | -------- |
| 1     | Graham Rahal      | Newman/Haas/Lanigan Racing | 9    | 1.02,812 |
| 2     | Hélio Castroneves | Team Penske                | 4    | 1.02,646 |
| 3     | Tony Kanaan       | Andretti Green Racing      | 1    | 1.02,532 |
| 4     | Ernesto Viso      | HVM Racing                 | 15   | 1.03,306 |
| 5     | Enrique Bernoldi  | Conquest Racing            | 18   | 1.03,456 |
| 6     | Hideki Mutoh      | Andretti Green Racing      | 14   | 1.03,275 |
| 7     | Oriol Servià      | KV Racing Technology       | 7    | 1.02,742 |
| 8     | Will Power        | KV Racing Technology       | 2    | 1.02,609 |
| 9     | Justin Wilson     | Newman/Haas/Lanigan Racing | 3    | 1.02,642 |
| 10    | Danica Patrick    | Andretti Green Racing      | 19   | 1.03,576 |
| 11    | A.J. Foyt IV      | Vision Racing              | 24   | 1.04,499 |
| 12    | Dan Wheldon       | Chip Ganassi Racing        | 8    | 1.02,769 |
| 13    | Darren Manning    | A.J. Foyt Enterprises      | 11   | 1.03,013 |
| 14    | Jay Howard        | Roth Racing                | 20   | 1.03,744 |
| 15    | Buddy Rice        | Dreyer & Reinbold Racing   | 16   | 1.03,359 |
| 16    | Mário Moraes      | Dale Coyne Racing          | 22   | 1.04,159 |
| 17    | Ryan Hunter-Reay  | Rahal Letterman Racing     | 6    | 1.03,007 |
| 18    | Ed Carpenter      | Vision Racing              | 21   | 1.03,800 |
| 19    | Vitor Meira       | Panther Racing             | 17   | 1.03,448 |
| 20    | Franck Perera     | Conquest Racing            | 10   | 1.02,879 |
| 21    | Townsend Bell     | Dreyer & Reinbold Racing   | 23   | 1.04,388 |
| 22    | Scott Dixon       | Chip Ganassi Racing        | 13   | 1.03,236 |
| 23    | Ryan Briscoe      | Team Penske                | 5    | 1.02,707 |
| 24    | Bruno Junqueira   | Dale Coyne Racing          | 26   | 1.09,385 |
| 25    | Marco Andretti    | Andretti Green Racing      | 13   | 1.03,244 |
| 26    | Marty Roth        | Roth Racing                | 25   | 1.07,704 |